# R. R. R. Smith
Roland Ralph Redfern "Bert" Smith, FBA (nascido em 30 de janeiro de 1954) é um classicista, arqueólogo e acadêmico britânico, especializado na arte e culturas visuais do antigo Mediterrâneo. De 1995 a 2022, foi professor de Arqueologia Clássica e Arte na Universidade de Oxford; Agora aposentado, é professor emérito.

## Publicações selecionadas
- Hellenistic Royal Portraits (Clarendon Press, Oxford 1988)
- Hellenistic Sculpture (Thames & Hudson, Londres 1991)
- The Monument of C.Julius Zoilos: Aphrodisias I (Philipp von Zabern, Mainz, 1994)
- Sculptured for Eternity: Greek, Roman, and Byzantine Art in the Istanbul Archaeological Museum (com Ahmet Ertuğ, Istambul 2002)
- Roman Portrait Statuary from Aphrodisias: Aphrodisias II (Philipp von Zabern, Mainz, 2006)
- Aphrodisias: City and Sculpture in Roman Asia (with Ahmet Ertug, Istanbul 2009)
- The Cast Gallery of the Ashmolean Museum: Catalogue of plaster casts of Greek and Roman sculpture (com R. Frederiksen, Oxford 2011)
- The Gods of Nemrud: The Royal Sanctuary of Antiochos I and the Kingdom of Commagene (com Ahmet Ertuğ, Istambul 2012)
- The marble reliefs from the Julio-Claudian Sebasteion: Aphrodisias VI (Philipp von Zabern, Darmstadt, 2013)
- Ancient Theaters of Anatolia (com Ahmet Ertug, Istambul 2014)
- Smith, R. R. R.; Ward-Perkins, Bryan, eds. (2016). The last statues of antiquity. Oxford: Oxford University Press. ISBN 978-0198753322